# Gerard Cafesjian

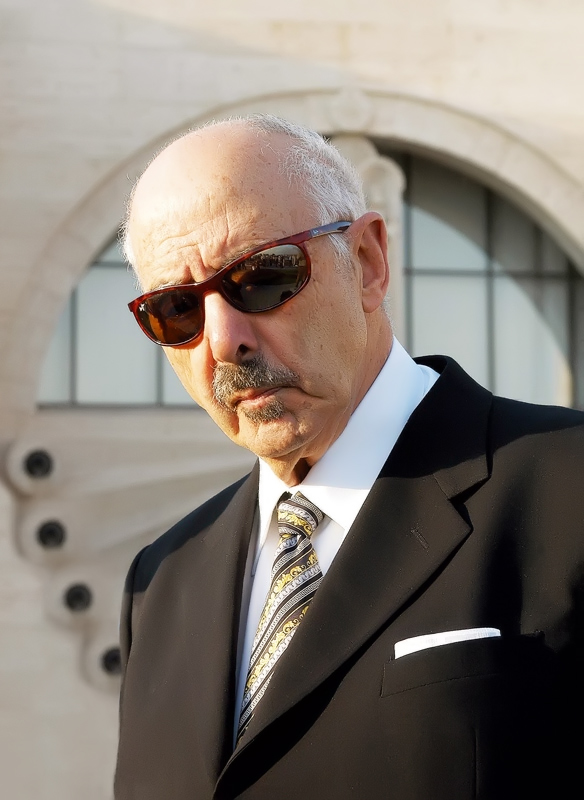
Gerard Cafesjian bei der Eröffnung des Cafesjian Center for the Arts in Jerewan im November 2009

Gerard Leon Cafesjian (armenisch Ջերարդ Գաֆեսճյան, Dscherard Gafestschjan; * 26. April 1925 in Bensonhurst in Brooklyn; † 15. September 2013) war ein US-amerikanischer Jurist und Mäzen.

## Leben
Cafesjians Eltern waren vor dem Völkermord an den Armeniern 1915 in die USA eingewandert. Nach einer ehrgeizigen Ausbildung diente Cafesjian während des Zweiten Weltkrieges als Matrose auf J. P. Morgans Yacht (Baujahr 1895), die als USS Oceanographer (AGS-3) 1943 und 1944 für die Aufklärung bei Guadalcanal und den übrigen Salomonen eingesetzt wurde. 1944 und 1945 diente er auf dem Zerstörer USS Andres (DE-45), der die Konvois von den USA nach Nordafrika eskortierte. Als er nach dem Kriege zurückkehrte, heiratete er 1947 die Krankenschwester Cleo Thomas, die er während des Krieges kennengelernt hatte.
Cafesjian studierte im Verlaufe von 5½ Jahren Wirtschaftswissenschaft am Hunter College und Jura an der St. John’s University Law School, die ihn promovierte. Anschließend arbeitete er als Legal Editor im Verlag West Publishing. Er wurde dann in die Zentrale in Saint Paul (Minnesota) berufen und stieg zum Executive Vice President auf. Er konzipierte und gründete das West Legal Directory. Sehr bekannt wurde er mit dem Programm Art and the Law, das mit vielen Preisen ausgezeichnet wurde. Als West Publishing 1996 an Thompson Publishing verkauft wurde, setzte sich Cafesjian zur Ruhe.
Cafesjian widmete sich nun dem unabhängig gewordenen Armenien. Er gründete 1995 die Cafesjian Family Foundation mit mehr als 128 Millionen US-Dollar für Projekte in Armenien. Er gründete Armenia TV und ArmNews TV, die Cascade financial services group, eine Immobiliengesellschaft und eine Gesellschaft für erneuerbare Energien, die schließlich alle verkauft wurden. Alle Gewinne wurden wieder in Armenien investiert für weitere Entwicklungen.
In den USA unterstützte Cafesjian die Restaurierung des historischen Karussells für den Como Park in St. Paul (Minnesota) und gründete das Scottsdale Museum of Contemporary Art in Arizona. Er spendete an den Armenia Fund USA, die Armenian Assembly of America, die Armenische Allgemeine Wohltätigkeitsunion, das  Armenian National Committee of America und andere. Auch war er Eigentümer des englischsprachigen Wochenblatts The Armenian Reporter, das seit 1967 erschien. Es war das älteste unabhängige Publikationsorgan der Amerika-Armenier und stellte 2014 sein Erscheinen ein. Von 2000 bis 2003 erwarb Cafesjian Immobilien in Washington, D.C. in der Nähe des Weißen Hauses, um ein armenisches Völkermord-Museum mit Gedenkstätte aufzubauen. Allerdings verhinderten Rechtsstreitigkeiten wegen des Abrisses der vorhandenen Gebäude die Realisierung bis jetzt. Zwar gewann Cafesjian den grundlegenden Prozess und bekam den Besitz zugesprochen, aber ein weiterer Einspruch ist noch nicht entschieden.
In Jerewan restaurierte Cafesjian die Kaskade, ein großes Ensemble aus Sowjetzeiten. Er richtete dort das Cafesjian Center for the Arts ein, das 2009 eröffnet wurde. Dazu gehört  ein Skulpturengarten mit Werken von Fernando Botero, Lynn Chadwick, Barry Flanagan, François-Xavier Lalanne und seiner Frau Claude, Jaume Plensa und anderen. 2010 hielt die USA-Außenministerin Hillary Clinton im  Cafesjian Center for the Arts vor Chandschjans Triptychon eine Rede.
Cafesjian starb wenige Monate nach seiner Frau Cleo und hinterließ drei Kinder.

## Ehrungen
- Ellis Island Medal of Honor (2000)
- COAF[8] Save a Generation Award (2010)[9]